# سورة الصف
سُورَةُ الصَّفِّ هي سورة مدنية، من المفصل، آياتها 14، وترتيبها في المصحف 61، في الجزء الثامن والعشرين، وهي ثالث السور «المُسبِّحات» التي تبدأ بتسبيح الله، نزلت بعد سورة التغابن.

## نص السورة
بسم الله الرحمن الرحيم ﴿سَبَّحَ لِلَّهِ مَا فِي السَّمَاوَاتِ وَمَا فِي الْأَرْضِ وَهُوَ الْعَزِيزُ الْحَكِيمُ ۝١ يَا أَيُّهَا الَّذِينَ آمَنُوا لِمَ تَقُولُونَ مَا لَا تَفْعَلُونَ ۝٢ كَبُرَ مَقْتًا عِنْدَ اللَّهِ أَنْ تَقُولُوا مَا لَا تَفْعَلُونَ ۝٣ إِنَّ اللَّهَ يُحِبُّ الَّذِينَ يُقَاتِلُونَ فِي سَبِيلِهِ صَفًّا كَأَنَّهُمْ بُنْيَانٌ مَرْصُوصٌ ۝٤ وَإِذْ قَالَ مُوسَى لِقَوْمِهِ يَا قَوْمِ لِمَ تُؤْذُونَنِي وَقَدْ تَعْلَمُونَ أَنِّي رَسُولُ اللَّهِ إِلَيْكُمْ فَلَمَّا زَاغُوا أَزَاغَ اللَّهُ قُلُوبَهُمْ وَاللَّهُ لَا يَهْدِي الْقَوْمَ الْفَاسِقِينَ ۝٥ وَإِذْ قَالَ عِيسَى ابْنُ مَرْيَمَ يَا بَنِي إِسْرَائِيلَ إِنِّي رَسُولُ اللَّهِ إِلَيْكُمْ مُصَدِّقًا لِمَا بَيْنَ يَدَيَّ مِنَ التَّوْرَاةِ وَمُبَشِّرًا بِرَسُولٍ يَأْتِي مِنْ بَعْدِي اسْمُهُ أَحْمَدُ فَلَمَّا جَاءَهُمْ بِالْبَيِّنَاتِ قَالُوا هَذَا سِحْرٌ مُبِينٌ ۝٦ وَمَنْ أَظْلَمُ مِمَّنِ افْتَرَى عَلَى اللَّهِ الْكَذِبَ وَهُوَ يُدْعَى إِلَى الْإِسْلَامِ وَاللَّهُ لَا يَهْدِي الْقَوْمَ الظَّالِمِينَ ۝٧ يُرِيدُونَ لِيُطْفِئُوا نُورَ اللَّهِ بِأَفْوَاهِهِمْ وَاللَّهُ مُتِمُّ نُورِهِ وَلَوْ كَرِهَ الْكَافِرُونَ ۝٨ هُوَ الَّذِي أَرْسَلَ رَسُولَهُ بِالْهُدَى وَدِينِ الْحَقِّ لِيُظْهِرَهُ عَلَى الدِّينِ كُلِّهِ وَلَوْ كَرِهَ الْمُشْرِكُونَ ۝٩ يَا أَيُّهَا الَّذِينَ آمَنُوا هَلْ أَدُلُّكُمْ عَلَى تِجَارَةٍ تُنْجِيكُمْ مِنْ عَذَابٍ أَلِيمٍ ۝١٠﴾﴿تُؤْمِنُونَ بِاللَّهِ وَرَسُولِهِ وَتُجَاهِدُونَ فِي سَبِيلِ اللَّهِ بِأَمْوَالِكُمْ وَأَنْفُسِكُمْ ذَلِكُمْ خَيْرٌ لَكُمْ إِنْ كُنْتُمْ تَعْلَمُونَ ۝١١ يَغْفِرْ لَكُمْ ذُنُوبَكُمْ وَيُدْخِلْكُمْ جَنَّاتٍ تَجْرِي مِنْ تَحْتِهَا الْأَنْهَارُ وَمَسَاكِنَ طَيِّبَةً فِي جَنَّاتِ عَدْنٍ ذَلِكَ الْفَوْزُ الْعَظِيمُ ۝١٢ وَأُخْرَى تُحِبُّونَهَا نَصْرٌ مِنَ اللَّهِ وَفَتْحٌ قَرِيبٌ وَبَشِّرِ الْمُؤْمِنِينَ ۝١٣ يَا أَيُّهَا الَّذِينَ آمَنُوا كُونُوا أَنْصَارَ اللَّهِ كَمَا قَالَ عِيسَى ابْنُ مَرْيَمَ لِلْحَوَارِيِّينَ مَنْ أَنْصَارِي إِلَى اللَّهِ قَالَ الْحَوَارِيُّونَ نَحْنُ أَنْصَارُ اللَّهِ فَآمَنَتْ طَائِفَةٌ مِنْ بَنِي إِسْرَائِيلَ وَكَفَرَتْ طَائِفَةٌ فَأَيَّدْنَا الَّذِينَ آمَنُوا عَلَى عَدُوِّهِمْ فَأَصْبَحُوا ظَاهِرِينَ ۝١٤﴾.

## أسباب النزول
1) عن عبد الله بن سلام قال: قعدنا نفر من أصحاب النبي وقلنا لو نعلم أي الأعمال أحب إلى الله تبارك وتعالى عملناه، فأنزل الله تعالى ﴿سَبَّحَ لِلَّهِ مَا فِي السَّمَاوَاتِ وَمَا فِي الْأَرْضِ وَهُوَ الْعَزِيزُ الْحَكِيمُ ۝١﴾ [الصف:1] … إلى قوله ﴿إنّ الله يحب الذين يقاتلون في سبيله صفا﴾ [الصف:4] … إلى آخر السورة.. فقرأها علينا رسول الله.
2) قال المفسرون: كان المسلمون يقولون: «لو نعلم أحب الأعمال إلى الله تعالى لبذلنا فيه أموالنا وأنفسنا» فدلهم الله على أحب الأعمال إليه، فقال: ﴿إن الله يحب الذين يقاتلون في سبيله صفا﴾ [الصف:4] … الآية، فابتلوا يوما بذلك فولوا مدبرين، فأنزل الله تعالى ﴿لمَ تقولون ما لا تفعلون﴾ [الصف:2].

## اسمها
سُميت سورة الصف، لأن كلمة الصف ذُكرت في آيتها الرابعة، ولها اسم آخر أقلّ شيوعاً هو «سورة الحواريين»، والحواريون هم أصحاب عيسى المقرَّبون وقد ذُكروا في الآية 14.

## تفسير السورة
هذه السورة تستهدف أمرين أساسين واضحين في سياقها كل الوضوح، إلى جانب الإشارات والتلميحات الفرعية التي يمكن إرجاعها إلى ذينك الفرعين الأساسين.
تستهدف أولاً أن تقرر في ضمير المسلم أن دينه (هو المنهج الإلهي للبشرية في صورته الأخيرة)، سبقته صور منه تناسب أطوار معينة في تاريخ البشرية، وسبقته تجارب في حياة الرسل وحياة الجماعات، تمهد كلها لهذه الصورة الأخيرة من الدين الواحد، الذي أراد الله أن يكون خاتم الرسالات. وأن يظهره على الدين كله في الأرض.
ومن ثم يذكر رسالة (موسى) ليقرر أن قومه الذين أرسل إليهم آذوه وانحرفوا عن رسالته (فضلوا) ولم يعودوا (أمناء) على دين الله في الأرض: ﴿يا قوم لم تؤذونني وقد تعلمون أني رسول الله إليكم. فلما زاغوا أزاغ الله قلوبهم، والله لا يهدي القوم الفاسقين﴾ [الصف:5]، وإذن فقد انتهت قوامة قوم موسي على دين الله، فلم يعودوا أمناء عليه، مذ زاغوا فأزاغ الله قلوبهم، ومذ ضلوا فأضلهم الله والله لا يهدي القوم الفاسقين.
ويذكر رسالة (عيسى) ليقرر أنه جاء ( امتداداً ) لرسالة موسى، ومصدقا لما بين يديه من التوراة، وممهداً للرسالة الأخيرة ومبشراً برسولها، ووصلة بين الدين الكتابي الأول والدين الكتابي الأخير: ﴿وإذ قال عيسى بن مريم: يا بني إسرائيل إني رسول الله إليكم، مصدقاً لما بين يدي من التوراة، ومبشراً برسول يأتي من بعدي اسمه أحمد﴾ [الصف:6] وإذن فقد جاء ليسلم (أمانة) الدين الإلهي التي حملها بعد موسى إلى الرسول الذي يبشر به.
وكان مقرراً في علم الله وتقديره أن تنتهي هذه الخطوات إلى قرار ثابت دائم. وأن يستقر دين الله في الأرض في صورته الأخيرة على يدي رسوله الأخير: ﴿هُوَ الَّذِي أَرْسَلَ رَسُولَهُ بِالْهُدَى وَدِينِ الْحَقِّ لِيُظْهِرَهُ عَلَى الدِّينِ كُلِّهِ وَلَوْ كَرِهَ الْمُشْرِكُونَ ۝٩﴾ [الصف:9].
هذا الهدف الواضح في السورة يقوم عليه الهدف الثاني. فإن شعور المسلم بهذه الحقيقة، وإدراكه لقصة العقيدة، ولنصيبه هو أمانتها في الأرض...يستتبع شعوره بتكاليف هذه الأمانة شعوراً يدفعه إلى صدق النية في الجهاد لإظهار دينه على الدين كله – كما أراد الله – وعدم التردد بين القول والفعل ثم يجيء في مطلع السورة بعد إعلان تسبيح الكون وما فيه لله ﴿يَا أَيُّهَا الَّذِينَ آمَنُوا لِمَ تَقُولُونَ مَا لَا تَفْعَلُونَ ۝٢ كَبُرَ مَقْتًا عِنْدَ اللَّهِ أَنْ تَقُولُوا مَا لَا تَفْعَلُونَ ۝٣ إِنَّ اللَّهَ يُحِبُّ الَّذِينَ يُقَاتِلُونَ فِي سَبِيلِهِ صَفًّا كَأَنَّهُمْ بُنْيَانٌ مَرْصُوصٌ ۝٤﴾ [الصف:2–4].
ثم يدعوهم في وسط السورة إلى أربح تجارة في الدنيا والآخرة: ﴿يَا أَيُّهَا الَّذِينَ آمَنُوا هَلْ أَدُلُّكُمْ عَلَى تِجَارَةٍ تُنْجِيكُمْ مِنْ عَذَابٍ أَلِيمٍ ۝١٠ تُؤْمِنُونَ بِاللَّهِ وَرَسُولِهِ وَتُجَاهِدُونَ فِي سَبِيلِ اللَّهِ بِأَمْوَالِكُمْ وَأَنْفُسِكُمْ ذَلِكُمْ خَيْرٌ لَكُمْ إِنْ كُنْتُمْ تَعْلَمُونَ ۝١١ يَغْفِرْ لَكُمْ ذُنُوبَكُمْ وَيُدْخِلْكُمْ جَنَّاتٍ تَجْرِي مِنْ تَحْتِهَا الْأَنْهَارُ وَمَسَاكِنَ طَيِّبَةً فِي جَنَّاتِ عَدْنٍ ذَلِكَ الْفَوْزُ الْعَظِيمُ ۝١٢ وَأُخْرَى تُحِبُّونَهَا نَصْرٌ مِنَ اللَّهِ وَفَتْحٌ قَرِيبٌ وَبَشِّرِ الْمُؤْمِنِينَ ۝١٣﴾ [الصف:10–13].
ثم يختم السورة بنداء للذين آمنوا، ليكونوا أنصار الله كما كان الحواريون أصحاب عيسى أنصاره إلى الله على الرغم من تكذيب بني إسرائيل به وعدائهم لله: ﴿يَا أَيُّهَا الَّذِينَ آمَنُوا كُونُوا أَنْصَارَ اللَّهِ كَمَا قَالَ عِيسَى ابْنُ مَرْيَمَ لِلْحَوَارِيِّينَ مَنْ أَنْصَارِي إِلَى اللَّهِ قَالَ الْحَوَارِيُّونَ نَحْنُ أَنْصَارُ اللَّهِ فَآمَنَتْ طَائِفَةٌ مِنْ بَنِي إِسْرَائِيلَ وَكَفَرَتْ طَائِفَةٌ فَأَيَّدْنَا الَّذِينَ آمَنُوا عَلَى عَدُوِّهِمْ فَأَصْبَحُوا ظَاهِرِينَ ۝١٤﴾ [الصف:14].
هذان الخطان واضحان في السورة كل الوضوح، يستغرقان كل نصوصها تقريباً. فلا يبقي إلا التنديد بالمكذبين بالرسالة الأخيرة، وهذا التنديد متصل دائماً بالخطين الأساسيين فيها وذلك قول الله، عن رسول الله ﷺ بعد ذكر تبشير عيسى  به: ﴿فلما جاءهم بالبينات قالوا: هذا سحر مبين﴾ [الصف:6] ﴿وَمَنْ أَظْلَمُ مِمَّنِ افْتَرَى عَلَى اللَّهِ الْكَذِبَ وَهُوَ يُدْعَى إِلَى الْإِسْلَامِ وَاللَّهُ لَا يَهْدِي الْقَوْمَ الظَّالِمِينَ ۝٧ يُرِيدُونَ لِيُطْفِئُوا نُورَ اللَّهِ بِأَفْوَاهِهِمْ وَاللَّهُ مُتِمُّ نُورِهِ وَلَوْ كَرِهَ الْكَافِرُونَ ۝٨﴾ [الصف:7–8].
وهناك توجيه إلى خلق المسلم وطبيعة ضميره. وهو أن لا يقول ما لا يفعل، وألا يختلف له قول وفعل، ولا ظاهر وباطن، ولا سريرة ولا علانية. وأن يكون نفسه في كل حال. متجرداً لله. خالصاً لدعوته. صريحاً في قوله وفعله. ثابت الخطو في طريقه. متضامناً مع إخوانه. كالبنيان المرصوص.